# Lucifer
Lucifer (lat. lucem ferre, svjetlonoša) je, u Bibliji, prema proroku Izaiji, sin Zore (zvijezde Danice) koji je srušen u podzemlje. Ranokršćanski pisci dovode ga u vezu s novozavjetnim Sotonom, palim anđelom, kojeg je, nakon što se pobunio protiv Boga, pobijedio arkanđeo Mihael i bacio ga u pakao. Međutim, to poistovjećenje Lucifera sa Sotonom je kasnijeg postanja od Biblije.
Lucifer se ne spominje u Novom zavjetu, jer je u njemu Isus Krist označen imenom "svjetlonoše". U nešto kasnijim legendama Lucifera se povezuje s Ezekijelom i naziva ga se jednim od najveličanstvenijih palih anđela. Legende nadalje pripovjedaju da je Lucifer bio veoma uznemiren kada je Bog stvorio Luciferova brata, Jesuala, Sina. Zbog toga se iz njegove glave porodio Grijeh. S njom je Lucifer porodio Smrt i zbog toga je protjeran s neba. Predaja kaže da je Luciferu, dok je padao, s čela ispao krupni smaragd, što je, prema ezoteričnoj tradiciji, označilo zatvaranje čeonih čakri kod ljudi.
Lucifer je, prema djelu Collina de Plancyja Dictionnaire Infernal (1863.) vladar Istoka, a neki demonolozi smatraju ga kraljem pakla i nadređenim Sotoni.

## Etimologija
U Septuaginti, grčkom prijevodu Starog zavjeta, hebrejski izraz Helel ben Shaḥar preveden je "svjetleći" ili "sin jutra", odnosno "sin jutarnje zvijezde", a odnosi se zapravo na viziju proroka Izaije koji govori o padu babilonskog kralja. Riječ lucifer vodi podrijetlo od latinske riječi lux što znači "svijetlo" (gen. lucis) i ferre - "nositi", a prevodi se kao svjetlonoša. Taj pojam se odnosi na planet Veneru u njenom pojavljivanju u ranim jutarnjim satima, što se zove zvijezdom Danicom, jer je Lucifer, prema mitologiji, bio sin Zore. Crkveni oci iz prvih stoljeća kršćanstva nisu smatrali da je to ime đavola, već stanje iz kojeg je pao u nemilost.

## U grčkoj i kršćanskoj mitologiji
U grčkoj mitologiji, Lucifer (grč. Eosforos ili Fosforos) bio je sin boginje jutarnjeg rumenila i zore Aurore i Titana Astreja. Smatran je personifikacijom zvijezde Danice. U kršćanskoj mitologiji postao je "gospodar pakla", u koji je bačen zbog pobune protiv Boga. Dante Alighieri u svom djelu Božanstvena komedija spominje da je Lucifer na dnu pakla i da su mu u ustima najveći izdajnici.

## Lucifer u okultizmu i magiji
U srednjovjekovnim i ranonovovjekovnim grimorijima, Lucifer se opisuje kao demon koji predsjedava Istokom, što se vjerojatno povezuje s činjencom da je identificiran s jutarnjom zvijezdom. Prema tim magijskim rukopisima, Lucifer se priziva ponedjeljkom stojeći u središtu magijskog kruga unutar kojeg je upisano Luciferovo ime. Pojavljuje se u fizičkom obliku lijepog djeteta. U drugim se tradicijama navodi da Lucifer upravlja Europljanima i Azijcima.

## Galerija
- Ilustracija Lucifera u djelu Dictionnaire Infernal
- Lucifer, pali anđeo i zmija
- Lucifer se sukobljava s Bogom
- Lucifer, jutarnja zvijezda, 1704.
- Lucifer kao svjetlonoša
- Luciferov pad u pakao